# Cộng Hòa, Quảng Yên
Cộng Hòa là một phường thuộc thị xã Quảng Yên, tỉnh Quảng Ninh, Việt Nam.

## Địa lý
Phường Cộng Hòa nằm ở trung tâm thị xã Quảng Yên, có vị trí địa lý:
- Phía đông giáp phường Minh Thành và xã Tiền An
- Phía tây giáp xã Hiệp Hòa và phường Quảng Yên
- Phía nam giáp phường Quảng Yên và xã Tiền An
- Phía bắc giáp xã Sông Khoai.

Phường có diện tích 7,66 km², dân số năm 2011 là 6.611 người, mật độ dân số đạt 863 người/km².

## Lịch sử
Trước đây, Cộng Hòa là một xã thuộc huyện Yên Hưng.
Ngày 12 tháng 6 năm 2006, Chính phủ ban hành Nghị định 58/2006/NĐ-CP. Theo đó, điều chỉnh 397,6 ha diện tích tự nhiên và 3.442 người của xã Cộng Hòa về thị trấn Quảng Yên quản lý.
Sau khi điều chỉnh địa giới hành chính, xã Cộng Hòa còn lại 810,2 ha diện tích tự nhiên và 7.693 người.
Ngày 25 tháng 11 năm 2011, Chính phủ ban hành Nghị quyết 100/NQ-CP. Theo đó, chuyển huyện Yên Hưng thành thị xã Quảng Yên và thành lập phường Cộng Hòa trên cơ sở toàn bộ 766,39 ha diện tích tự nhiên, 6.611 người của xã Cộng Hòa.